# 5.ª etapa da Volta à Espanha de 2018
A 5.ª etapa da Volta a Espanha de 2018 teve lugar a 29 de agosto de 2018 entre Granada e Roquetas de Mar sobre um percurso de 188,7 km e foi vencida pelo ciclista australiano Simon Clarke da equipa EF Education First-Drapac. O ciclista francês Rudy Molard do Groupama-FDJ converteu-se no novo líder da corrida.

## Classificação da etapa
| \| Classificação por etapas \| Classificação por etapas \| Classificação por etapas \| Classificação por etapas \| Classificação por etapas \| \| Ciclista \| Ciclista \| Equipe \| Tempo \| \| \| ------------------------ \| ------------------------ \| ------------------------- \| ------------------------ \| ------------------------ \| \| 1. \| Simon Clarke \| EF Education First-Drapac \| 4h36m07s \| \| \| 2. \| Bauke Mollema \| Trek-Segafredo \| + 0s \| \| \| 3. \| Alessandro De Marchi \| BMC Racing Team \| + 0s \| \| \| 4. \| Davide Villella \| Astana \| + 8s \| \| \| 5. \| Floris De Tier \| LottoNL-Jumbo \| + 8s \| \| \| 6. \| Rudy Molard \| Groupama-FDJ \| + 28s \| \| \| 7. \| Maxime Monfort \| Lotto-Soudal \| + 1m58s \| \| \| 8. \| Jonathan Lastra \| Caja Rural-Seguros RGA \| + 2m00s \| \| \| 9. \| Franco Pellizotti \| Bahrain-Merida \| + 2m00s \| \| \| 10. \| Merhawi Kudus \| Dimension Data \| + 2m00s \| \| |                      |                           |          |
| |                      |                           |          |
| Fonte: ProCyclingStats |                      |                           |          |
| Classificação por etapas |                      |                           |          |
| Ciclista | Ciclista             | Equipe                    | Tempo    |
| 1. | Simon Clarke         | EF Education First-Drapac | 4h36m07s |
| 2. | Bauke Mollema        | Trek-Segafredo            | + 0s     |
| 3. | Alessandro De Marchi | BMC Racing Team           | + 0s     |
| 4. | Davide Villella      | Astana                    | + 8s     |
| 5. | Floris De Tier       | LottoNL-Jumbo             | + 8s     |
| 6. | Rudy Molard          | Groupama-FDJ              | + 28s    |
| 7. | Maxime Monfort       | Lotto-Soudal              | + 1m58s  |
| 8. | Jonathan Lastra      | Caja Rural-Seguros RGA    | + 2m00s  |
| 9. | Franco Pellizotti    | Bahrain-Merida            | + 2m00s  |
| 10. | Merhawi Kudus        | Dimension Data            | + 2m00s  |

Nota: Rudy Molard terminou a 8 segundos do ganhador, mas foi sancionado em 20 seg por receber ajuda posterior ao limite dos últimos 15 km.

## Classificações ao final da etapa

### Classificação geral
| \| Classificação geral \| Classificação geral \| Classificação geral \| Classificação geral \| Classificação geral \| \| Ciclista \| Ciclista \| Equipe \| Tempo \| \| \| ------------------- \| ------------------- \| ------------------- \| ------------------- \| ------------------- \| \| 1. \| Rudy Molard \| Groupama-FDJ \| 18h27m40s \| \| \| 2. \| Michał Kwiatkowski \| Team Sky \| + 41s \| \| \| 3. \| Emanuel Buchmann \| Bora-Hansgrohe \| + 48s \| \| \| 4. \| Simon Yates \| Mitchelton-Scott \| + 51s \| \| \| 5. \| Alejandro Valverde \| Movistar Team \| + 53s \| \| \| 6. \| Wilco Kelderman \| Team Sunweb \| + 1m06s \| \| \| 7. \| Ion Izagirre \| Bahrain-Merida \| + 1m11s \| \| \| 8. \| Tony Gallopin \| AG2R La Mondiale \| + 1m14s \| \| \| 9. \| Nairo Quintana \| Movistar Team \| + 1m14s \| \| \| 10. \| Steven Kruijswijk \| LottoNL-Jumbo \| + 1m18s \| \| |                    |                  |           |
| |                    |                  |           |
| Fonte: ProCyclingStats |                    |                  |           |
| Classificação geral |                    |                  |           |
| Ciclista | Ciclista           | Equipe           | Tempo     |
| 1. | Rudy Molard        | Groupama-FDJ     | 18h27m40s |
| 2. | Michał Kwiatkowski | Team Sky         | + 41s     |
| 3. | Emanuel Buchmann   | Bora-Hansgrohe   | + 48s     |
| 4. | Simon Yates        | Mitchelton-Scott | + 51s     |
| 5. | Alejandro Valverde | Movistar Team    | + 53s     |
| 6. | Wilco Kelderman    | Team Sunweb      | + 1m06s   |
| 7. | Ion Izagirre       | Bahrain-Merida   | + 1m11s   |
| 8. | Tony Gallopin      | AG2R La Mondiale | + 1m14s   |
| 9. | Nairo Quintana     | Movistar Team    | + 1m14s   |
| 10. | Steven Kruijswijk  | LottoNL-Jumbo    | + 1m18s   |

### Classificação por pontos
| Classificação por pontos | Classificação por pontos | Classificação por pontos  | Classificação por pontos | Classificação por pontos |
| Ciclista                 | Ciclista                 | Equipe                    | Pontos                   |                          |
| ------------------------ | ------------------------ | ------------------------- | ------------------------ | ------------------------ |
| 1.                       | Michał Kwiatkowski       | Team Sky                  | 46 pts                   |                          |
| 2.                       | Alejandro Valverde       | Movistar Team             | 33 pts                   |                          |
| 3.                       | Simon Clarke             | EF Education First-Drapac | 30 pts                   |                          |
| 4.                       | Benjamin King            | Dimension Data            | 29 pts                   |                          |
| 5.                       | Alessandro De Marchi     | BMC Racing Team           | 28 pts                   |                          |
| 6.                       | Rohan Dennis             | BMC Racing Team           | 25 pts                   |                          |
| 7.                       | Elia Viviani             | Quick-Step Floors         | 25 pts                   |                          |
| 8.                       | Wilco Kelderman          | Team Sunweb               | 20 pts                   |                          |
| 9.                       | Bauke Mollema            | Trek-Segafredo            | 20 pts                   |                          |
| 10.                      | Nikita Stalnow           | Astana                    | 20 pts                   |                          |

### Classificação da montanha
| Classificação da montanha | Classificação da montanha | Classificação da montanha  | Classificação da montanha | Classificação da montanha |
| Ciclista                  | Ciclista                  | Equipe                     | Pontos                    |                           |
| ------------------------- | ------------------------- | -------------------------- | ------------------------- | ------------------------- |
| 1.                        | Luis Ángel Maté           | Cofidis, Solutions Crédits | 36 pts                    |                           |
| 2.                        | Pierre Rolland            | EF Education First-Drapac  | 20 pts                    |                           |
| 3.                        | Benjamin King             | Dimension Data             | 12 pts                    |                           |
| 4.                        | Ben Gastauer              | AG2R La Mondiale           | 7 pts                     |                           |
| 5.                        | Bauke Mollema             | Trek-Segafredo             | 6 pts                     |                           |
| 6.                        | Nikita Stalnow            | Astana                     | 6 pts                     |                           |
| 7.                        | Thomas De Gendt           | Lotto-Soudal               | 5 pts                     |                           |
| 8.                        | Nans Peters               | AG2R La Mondiale           | 4 pts                     |                           |
| 9.                        | Alejandro Valverde        | Movistar Team              | 3 pts                     |                           |
| 10.                       | Stéphane Rossetto         | Cofidis, Solutions Crédits | 3 pts                     |                           |

### Classificação da combinada
| Classificação de combinados | Classificação de combinados | Classificação de combinados | Classificação de combinados | Classificação de combinados |
| Ciclista                    | Ciclista                    | Equipe                      | Pontos                      |                             |
| --------------------------- | --------------------------- | --------------------------- | --------------------------- | --------------------------- |
| 1.                          | Alejandro Valverde          | Movistar Team               | 16 pts                      |                             |
| 2.                          | Michał Kwiatkowski          | Team Sky                    | 17 pts                      |                             |
| 3.                          | Benjamin King               | Dimension Data              | 27 pts                      |                             |
| 4.                          | Bauke Mollema               | Trek-Segafredo              | 46 pts                      |                             |
| 5.                          | Laurens De Plus             | Quick-Step Floors           | 51 pts                      |                             |
| 6.                          | Simon Clarke                | EF Education First-Drapac   | 51 pts                      |                             |
| 7.                          | Ben Gastauer                | AG2R La Mondiale            | 55 pts                      |                             |
| 8.                          | Pierre Rolland              | EF Education First-Drapac   | 64 pts                      |                             |
| 9.                          | Nikita Stalnow              | Astana                      | 99 pts                      |                             |
| 10.                         | Alessandro De Marchi        | BMC Racing Team             | 108 pts                     |                             |

### Classificação por equipas
| Classificação por equipes | Classificação por equipes                | Classificação por equipes | Classificação por equipes |
| Equipe                    | Equipe                                   | Tempo                     |                           |
| ------------------------- | ---------------------------------------- | ------------------------- | ------------------------- |
| 1.                        | Astana                                   | 55h21m33s                 |                           |
| 2.                        | Lotto NL-Jumbo                           | + 3m04s                   |                           |
| 3.                        | Movistar Team                            | + 3m23s                   |                           |
| 4.                        | EF Education First-Drapac p/b Cannondale | + 4m35s                   |                           |
| 5.                        | Dimension Data                           | + 5m07s                   |                           |
| 6.                        | Bora-Hansgrohe                           | + 6m50s                   |                           |
| 7.                        | Bahrain-Merida                           | + 8m03s                   |                           |
| 8.                        | Sky                                      | + 11m07s                  |                           |
| 9.                        | AG2R La Mondiale                         | + 12m03s                  |                           |
| 10.                       | UAE Team Emirates                        | + 12m10s                  |                           |

## Abandonos
Nenhum.